# Ines Maričić
Ines Maričić (Zagreb, 22. svibnja 1988.) je hrvatska kuglačica. Višestruka je svjetska prvakinja i svjetska rekorderka.

## Karijera
Kuglanjem se bavi od 1998. godine (KK Zagreb). 2014. prelazi u KK Mlaka Rijeka, a od 2016. članica je Viktorie Bamberg.
Osvojila je srebro i broncu na SP 2010., zlato na SP 2015., dva zlata na SP 2016. i zlato na SP 2017.
Na SP u Rumunjskoj 2018. osvojila je zlato u sprintu, srebro u kombinaciji i broncu u pojedinačnom natjecanju.

### Svjetski rekordi
| Disciplina  | Disciplina | Rezultat | Datum i mjesto               |     |                             |
| ----------- | ---------- | -------- | ---------------------------- | --- | --------------------------- |
| tandem mix  | 1x30       | Rezultat | Datum i mjesto               | 181 | 23. listopada 2012., Leszno |
| singl       | 1x120      | 675      | 28. svibnja 2016., Novigrad  |     |                             |
| kombinacija | 1x120+2x20 | 876      | 28. svibnja 2016., Novigrad  |     |                             |
| singl       | 1x120      | 678      | 26 svibnja 2017., Dettenheim |     |                             |